# Lewiston (Idaho)
Lewiston és una població dels Estats Units a l'estat d'Idaho. Segons el cens del 2006 tenia 31.293 habitants.
Va ser la capital del Territori d'Idaho entre 1863 i 1866, any en què va passar-ho a ser Boise.

## Clima
| Dades climàtiques a Lewiston, Idaho (1981−2010 normals) | Dades climàtiques a Lewiston, Idaho (1981−2010 normals) | Dades climàtiques a Lewiston, Idaho (1981−2010 normals) | Dades climàtiques a Lewiston, Idaho (1981−2010 normals) | Dades climàtiques a Lewiston, Idaho (1981−2010 normals) | Dades climàtiques a Lewiston, Idaho (1981−2010 normals) | Dades climàtiques a Lewiston, Idaho (1981−2010 normals) | Dades climàtiques a Lewiston, Idaho (1981−2010 normals) | Dades climàtiques a Lewiston, Idaho (1981−2010 normals) | Dades climàtiques a Lewiston, Idaho (1981−2010 normals) | Dades climàtiques a Lewiston, Idaho (1981−2010 normals) | Dades climàtiques a Lewiston, Idaho (1981−2010 normals) | Dades climàtiques a Lewiston, Idaho (1981−2010 normals) | Dades climàtiques a Lewiston, Idaho (1981−2010 normals) |
| Mes                                                     | gen                                                     | febr                                                    | març                                                    | abr                                                     | maig                                                    | juny                                                    | jul                                                     | ag                                                      | set                                                     | oct                                                     | nov                                                     | des                                                     | anual                                                   |
| ------------------------------------------------------- | ------------------------------------------------------- | ------------------------------------------------------- | ------------------------------------------------------- | ------------------------------------------------------- | ------------------------------------------------------- | ------------------------------------------------------- | ------------------------------------------------------- | ------------------------------------------------------- | ------------------------------------------------------- | ------------------------------------------------------- | ------------------------------------------------------- | ------------------------------------------------------- | ------------------------------------------------------- |
| Màxima rècord °F (°C)                                   | 66 (19)                                                 | 72 (22)                                                 | 80 (27)                                                 | 99 (37)                                                 | 104 (40)                                                | 111 (44)                                                | 117 (47)                                                | 115 (46)                                                | 108 (42)                                                | 94 (34)                                                 | 77 (25)                                                 | 67 (19)                                                 | 117 (47)                                                |
| Màxima mitjana °F (°C)                                  | 41.6 (5.3)                                              | 46.5 (8.1)                                              | 54.9 (12.7)                                             | 62.3 (16.8)                                             | 70.9 (21.6)                                             | 78.5 (25.8)                                             | 89.3 (31.8)                                             | 88.8 (31.6)                                             | 78.2 (25.7)                                             | 62.6 (17)                                               | 48.2 (9)                                                | 39.5 (4.2)                                              | 63.4 (17.4)                                             |
| Mínima mitjana °F (°C)                                  | 29.6 (−1.3)                                             | 30.9 (−0.6)                                             | 35.6 (2)                                                | 40.3 (4.6)                                              | 47.0 (8.3)                                              | 53.4 (11.9)                                             | 59.6 (15.3)                                             | 59.2 (15.1)                                             | 51.0 (10.6)                                             | 41.1 (5.1)                                              | 34.1 (1.2)                                              | 28.0 (−2.2)                                             | 42.5 (5.8)                                              |
| Mínima rècord °F (°C)                                   | −22 (−30)                                               | −18 (−28)                                               | 2 (−17)                                                 | 20 (−7)                                                 | 23 (−5)                                                 | 34 (1)                                                  | 41 (5)                                                  | 41 (5)                                                  | 27 (−3)                                                 | 15 (−9)                                                 | −3 (−19)                                                | −23 (−31)                                               | −23 (−31)                                               |
| Precipitació mitjana polzades (mm)                      | 1.07 (27.2)                                             | .78 (19.8)                                              | 1.15 (29.2)                                             | 1.31 (33.3)                                             | 1.61 (40.9)                                             | 1.24 (31.5)                                             | .64 (16.3)                                              | .69 (17.5)                                              | .67 (17)                                                | .96 (24.4)                                              | 1.17 (29.7)                                             | .97 (24.6)                                              | 12.25 (311.2)                                           |
| Neu mitjana polzades (cm)                               | 2.1 (5.3)                                               | 1.9 (4.8)                                               | .5 (1.3)                                                | 0 (0)                                                   | 0 (0)                                                   | 0 (0)                                                   | 0 (0)                                                   | 0 (0)                                                   | 0 (0)                                                   | 0 (0)                                                   | 1.4 (3.6)                                               | 3.3 (8.4)                                               | 9.3 (23.6)                                              |
| Mitjana de dies de precipitació (≥ 0.01 in)             | 10.0                                                    | 8.5                                                     | 11.2                                                    | 10.2                                                    | 10.6                                                    | 8.8                                                     | 4.6                                                     | 4.1                                                     | 4.9                                                     | 7.9                                                     | 11.3                                                    | 10.6                                                    | 102.8                                                   |
| Mitjana de dies de neu (≥ 0.1 in)                       | 2.2                                                     | 1.8                                                     | .6                                                      | 0                                                       | 0                                                       | 0                                                       | 0                                                       | 0                                                       | 0                                                       | 0                                                       | 1.1                                                     | 3.6                                                     | 9.3                                                     |
| Font: NOAA (extremes 1881−present), Weather.com         |                                                         |                                                         |                                                         |                                                         |                                                         |                                                         |                                                         |                                                         |                                                         |                                                         |                                                         |                                                         |                                                         |

## Demografia
Segons el cens del 2000, Lewiston tenia 30.905 habitants, 12.795 habitatges, i 8.278 famílies. La densitat de població era de 723,2 habitants/km².
Dels 12.795 habitatges en un 28,7% hi vivien nens de menys de 18 anys, en un 51,3% hi vivien parelles casades, en un 9,3% dones solteres, i en un 35,3% no eren unitats familiars. En el 27,9% dels habitatges hi vivien persones soles el 12% de les quals corresponia a persones de 65 anys o més que vivien soles. El nombre mitjà de persones vivint en cada habitatge era de 2,36 i el nombre mitjà de persones que vivien en cada família era de 2,88.
Per edats la població es repartia de la següent manera: un 23,3% tenia menys de 18 anys, un 10,7% entre 18 i 24, un 26,7% entre 25 i 44, un 22,3% de 45 a 60 i un 17% 65 anys o més.
L'edat mediana era de 38 anys. Per cada 100 dones de 18 o més anys hi havia 92,1 homes.
La renda mediana per habitatge era de 36.606 $ i la renda mediana per família de 45.410 $. Els homes tenien una renda mediana de 35.121 $ mentre que les dones 22.805 $. La renda per capita de la població era de 19.091 $. Aproximadament el 8,4% de les famílies i el 12% de la població estaven per davall del llindar de pobresa.

## Poblacions més properes
El següent diagrama mostra les poblacions més properes.